# Friedrich Boßhammer
Friedrich Boßhammer (né à  Opladen orteil de Leverkusen, le 20 décembre 1906 et mort le 17 décembre 1972) est un juriste allemand SS - Sturmbannführer et un proche collaborateur d'Adolf Eichmann, responsable de l'expulsion des Juifs italiens vers des camps d'extermination de janvier 1944 à la fin de la guerre en Europe. Il est arrêté en Allemagne de l'Ouest en 1968 et soumis à un procès. Boßhammer est reconnu coupable et condamné à la prison à vie en avril 1972 pour son implication dans l'expulsion de 3 300 Juifs d'Italie, mais il est mort avant d'avoir purgé sa peine en prison.

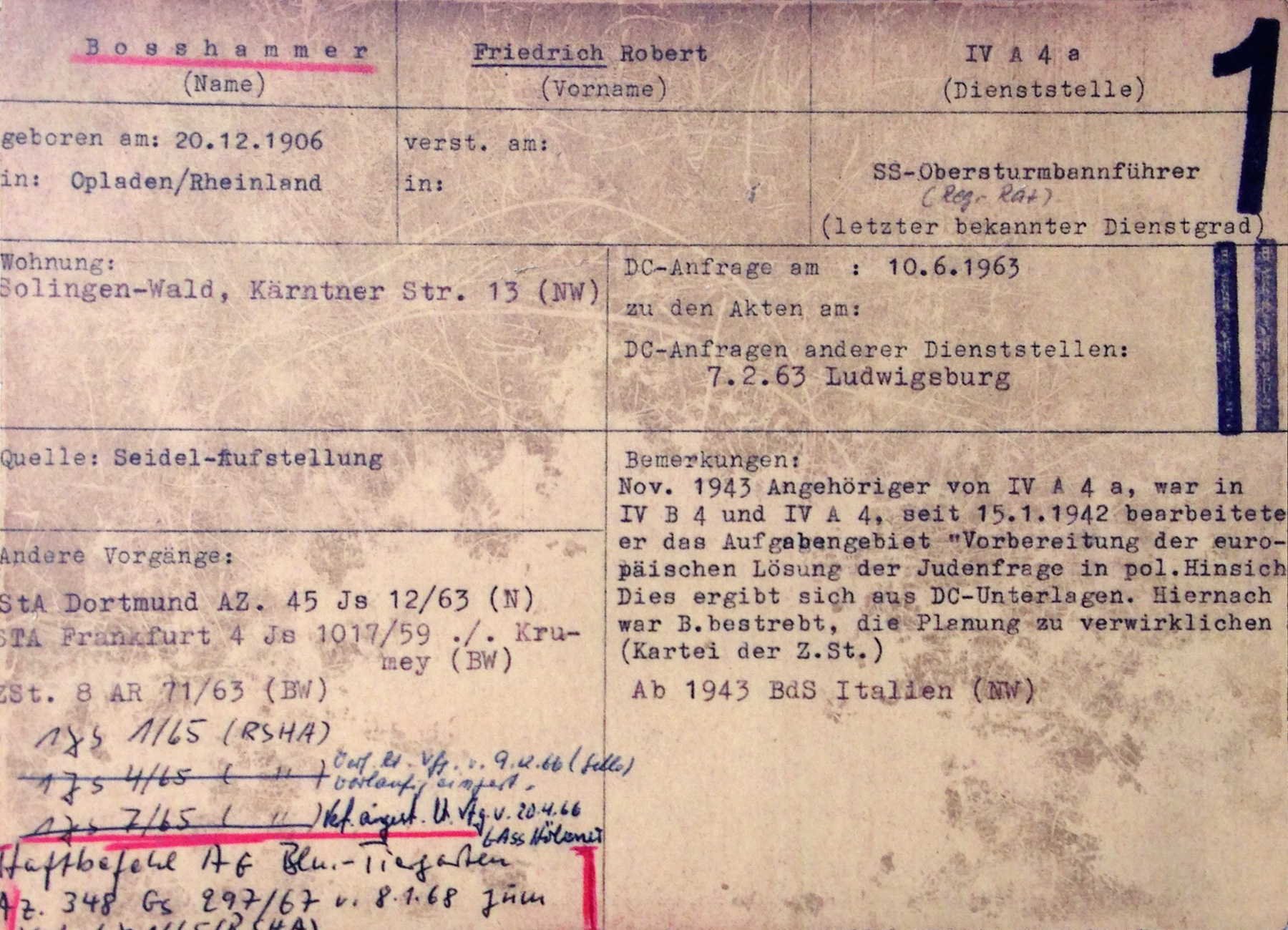
Fiche pour Boßhammer lors des enquêtes menées par la RSHA après la Seconde Guerre mondiale (Musée de la topographie de la terreur, Berlin).

Boßhammer étudie le droit à Cologne et à Heidelberg. Il passe son premier et son deuxième examen d'État en 1931 et 1935.

## Biographie
Boßhammer rejoint le parti nazi en 1933 et le Schutzstaffel (SS) en 1937. Il travaille pour la Gestapo à Wiesbaden et à Cassel avant de devenir un proche collaborateur d'Adolf Eichmann en 1942, lorsqu'il s'implique dans la Solution finale, le génocide contre les Juifs.
Friedrich Boßhammer est un antisémite convaincu qui considère les Juifs comme des sous-humains et soutient pleinement le travail des Einsatzgruppen. Avant son transfert en Italie, la Bulgarie envisagee d'autoriser l'émigration de huit mille Juifs, mais il exige que cela s'arrête. Il participe aux tentatives visant à faire pression sur la Bulgarie, la Roumanie et l’Italie pour qu’ils adoptent une ligne dure contre les Juifs et transfèrent leur population juive dans des camps allemands.
À partir de janvier 1942, Boßhammer est membre de la section juive du bureau principal de la sécurité du Reich, où il est responsable de la section Préparation de la solution européenne au problème juif sur le plan politique et est considéré comme un spécialiste en matière de déportation des juifs. Selon l'historien allemand Carlo Gentile, il est « l'un des hommes les mieux informés sur le processus de la Solution finale ».
En janvier 1944, il remplace Theodor Dannecker au Judenreferat du Sicherheitsdienst (SD) à Vérone, en Italie, décidant de l'expulsion des Juifs italiens vers des camps d'extermination. Contrairement aux accords passés avec l'Italie fasciste, dans lesquels Boßhammer et son personnel devaient uniquement assister les Italiens dans la persécution des Juifs, il assume un rôle de premier plan, faisant de son organisation un département centralisé coordonnant toutes les ressources allemandes et italiennes disponibles pour les arrestations et la déportations des Juifs italiens. Boßhammer opère indépendamment des autorités fascistes et les consulte rarement, à l'exception d'une rencontre avec Giovanni Preziosi, l'un des rares véritables antisémites du gouvernement fasciste, qui a ensuite exercé les fonctions d'inspecteur général de la race au sein de la RSI.
Boßhammer reçoit une recommandation officielle ainsi que la Croix du Mérite de guerre, deuxième classe avec épées, pour son action en Italie, déclarant que « Boßhammer dirigeait la lutte contre les juifs dans la région italienne depuis février 1944. Ce faisant, il avait accompli un travail remarquable au service de la solution finale au problème juif et s’est distingué personnellement dans de nombreuses actions contre les juifs ».
Boßhammer disparait à la fin de la guerre en 1945 et travaille ensuite comme avocat à Wuppertal. Il est arrêté en Allemagne de l'Ouest en 1968 et condamné à la prison à vie pour son implication dans l'expulsion de 3 300 Juifs d'Italie à Auschwitz. Au cours de l'Holocauste, près de 8 000 des 45 000 Juifs vivant en Italie ont péri. Au cours de son procès, plus de 200 témoins sont entendus avant sa condamnation en avril 1972. Il est décédé quelques mois après le verdict sans avoir passé la moindre heure en prison.
L’un des témoins au procès est l’écrivain italien Primo Levi, un survivant d’Auschwitz.